# Carlos Jiménez
Carlos Jiménez Sánchez (ur. 10 lutego 1976 w Madrycie) – hiszpański koszykarz, występujący na pozycji niskiego skrzydłowego, srebrny medalista olimpijski z Pekinu, aktualnie dyrektor sportowy klubu Unicaja Málaga.
W ACB debiutował w 1994 w Estudiantes z rodzinnego miasta. Spędził w tym klubie 12 lat. W 2006 podpisał kontrakt z klubem z Malagi. Mierzący 205 cm wzrostu zawodnik przez dekadę miał pewne miejsce w zespole narodowym. Brał udział w IO 2000 i IO 04 oraz MŚ 1998 i MŚ 2002. Czterokrotnie zdobywał medale ME (brązowy w 2001, srebrny w 1999, 2003 i 2007, złoty w 2009). W 2006 został mistrzem świata. W Pekinie znalazł się składzie reprezentacji, która przegrała rywalizację jedynie z USA.
W 1998 roku przystąpił do draftu NBA, nie został jednak wybrany przez żaden z zespołów.

## Osiągnięcia

### Klubowe
- Zdobywca Pucharu Hiszpanii (2000)

### Indywidualne
- Zaliczony do I składu ACB (2005, 2006)
- 4-krotny uczestnik meczu gwiazd ACB (1997, 1999, 2001, 2003)

### Reprezentacja
- Mistrz świata (2006)
- Wicemistrz olimpijski (2008)
- 3-krotny wicemistrz Europy (1999, 2003, 2007)
- Brązowy medalista mistrzostw Europy (2001)